# Paarup Kirke
Paarup Kirke er en kirke i Paarup Sogn i Odense Kommune, den ligger i landsbyen Paarup i den sydlige udkant af Odenseforstaden Paarup.
Kirken er opført i romansk tid og var viet til Vor Frue. Den er tidligst omtalt i kilderne 1339, da den med 'kirkeejernes samtykke' blev inkorporeret i Odenses Skt. Knuds Kloster. Indtægterne af kirken skulle bruges til at understøtte de klosterbrødre, der studerede i Frankrig. Kirken blev 1566 lagt til Gråbrødre Hospital, der fortsat var kirkeejer, da Paarup Kirke 1816 blev udskilt og gjort til et selvstændigt pastorat.

## Bygning
Kirken er i sin kerne en romansk kvaderstensbygning, men blev udvidet flere gange i løbet af middelalderen. Disse ændringer er dendrokronologisk tidsfæstede, idet kirken først blev gjort bredere, herefter tilføjedes et tårn og cirka 1460-65 blev der indsat hvælv. Nordkapellet blev opført o. 1505 og o. 1515 blev koret gjort lige så bredt som skibet. Omtrent samtidig blev et våbenhus rejst på tårnets nordside.

## Kalkmalerier
1896 blev en senmiddelalderlig kalkmalet udsmykning afdækket i hele skibet, men umiddelbart efter overkalket. Kalkmalerierne blev atter undersøgt under hovedistandsættelserne 1936 og 1996. Udsmykningen af de to østligste hvælv stammede fra o. 1500 og var malet alene i sort og gråt. I det østligste hvælv sås Dommedag (øst), Evas Skabelse (syd), et fragment af en biskop (vest) samt Syndefaldet (nord). I midthvælvet er konstateret en Korsfæstelse (øst) og Den hellige Kristoffer (syd). Skibets vestligste hvælv var malet med geometriske rosetter i gråt, rødbrunt og sort og med vrængemasker om ventilhullerne.

## Inventar
Kirkens ældste inventarstykke er den romanske granitdøbefont, mens senmiddelalderen er repræsenteret i kirken igennem to træfigurer af Jomfru Maria og Katharina af Alexandria, der stammer fra en altertavle, Peter Hansens klokke fra 1496 og et korbuekrucifiks fra o. 1525. Altertavlen er udført i en typisk fynsk bruskbarok stil og bekostet af sognepræst Anders Christensen Riber og hustru Sidsel Jensdatter, hvis initialer er malet på den. Den forestiller Korsfæstelsen udført som både skulptur og maleri. Prædikestolen er fra 1679 og ligeledes udført i bruskbarok. Dens fem fag har malerier af Kristus som Verdens Frelser og evangelisterne og er adskilt af vinomvundne snosøjler. På opgangsdøren er et maleri af Peter med bog og nøgler. Pulpituret blev indrettet 1777 og bærer indskriften: "A(n)no 1777 er dette pulpitur opført paa hospitalets regning af her forstander Henrick Holmer i Odense".

## Gravminder
I nordkapellet blev der 1661 indrettet en gravkrypt på 2,6 x 2,6 m. Over nedgangen til krypten er sat en mindetavle, der oplyser, at forstanderne på Gråbrødre Hospital 1661 tillod Anders Pedersen på Tarupgård at indrette gravkapellet mod fuldgod betaling til kirken, og at krypten stod færdig samme år. Gravkammeret var i brug frem til cirka 1703. Det blev siden tilmuret, men genåbnet og undersøgt under kirkens hovedistandsættelse 1937. Det indeholdt da syv kister: tre barnekister stillet oven på fire almindelige (den ene var helt sammenstyrtet). Over gravkrypten sidder også Anders Pedersens epitafium fra o. 1680.
- Paarup Kirke fra vest
- Paarup Kirke fra sydvest
- Paarup Kirke fra sydøst

- Paarup Kirke fra øst
- Paarup Kirke fra nord
- Paarup Kirke fra nord

- Paarup Kirke fra nordvest
- Paarup Kirkes kapel
- Paarup Kirkes kirkegård

- Paarup Kirkes kirkegård
- Blomstrende (blomme)træ på Pårup kirkegård
- Set fra nordvest i 1867. Litografi efter tegning af Ferd. Richardt

## Eksterne kilder og henvisninger
- Wikimedia Commons har flere filer relateret til Paarup Kirke
- Paarup Kirke hos danmarkskirker.natmus.dk (Danmarks Kirker, Nationalmuseet).
- Paarup Kirke hos KortTilKirken.dk
- Paarupkirke.dk